# Myrmica boltoni
Myrmica boltoni (лат.) — вид мелких муравьёв рода Myrmica (подсемейство мирмицины).

## Распространение
Южная Азия: Непал на высотах 2000—3400 м.

## Описание
Мелкие чёрно-коричневые муравьи длиной около 5 мм с длинными шипиками заднегруди. Стебелёк между грудкой и брюшком состоит из двух члеников: петиолюса и постпетиолюса (последний четко отделен от брюшка), жало развито, куколки голые (без кокона).
Биология почти неизвестна, но один рабочий был собран под гнилой древесиной в лесу Quercus-Rhododendron. Все образцы были собраны на высоте от 2000 до 3400 м над уровнем моря.

## Систематика
Близок к видам группы Myrmica ritae. Вид был впервые описан в 1998 году и назван в честь английского мирмеколога Барри Болтона, крупнейшего современного таксономиста муравьёв